# Oudenaken

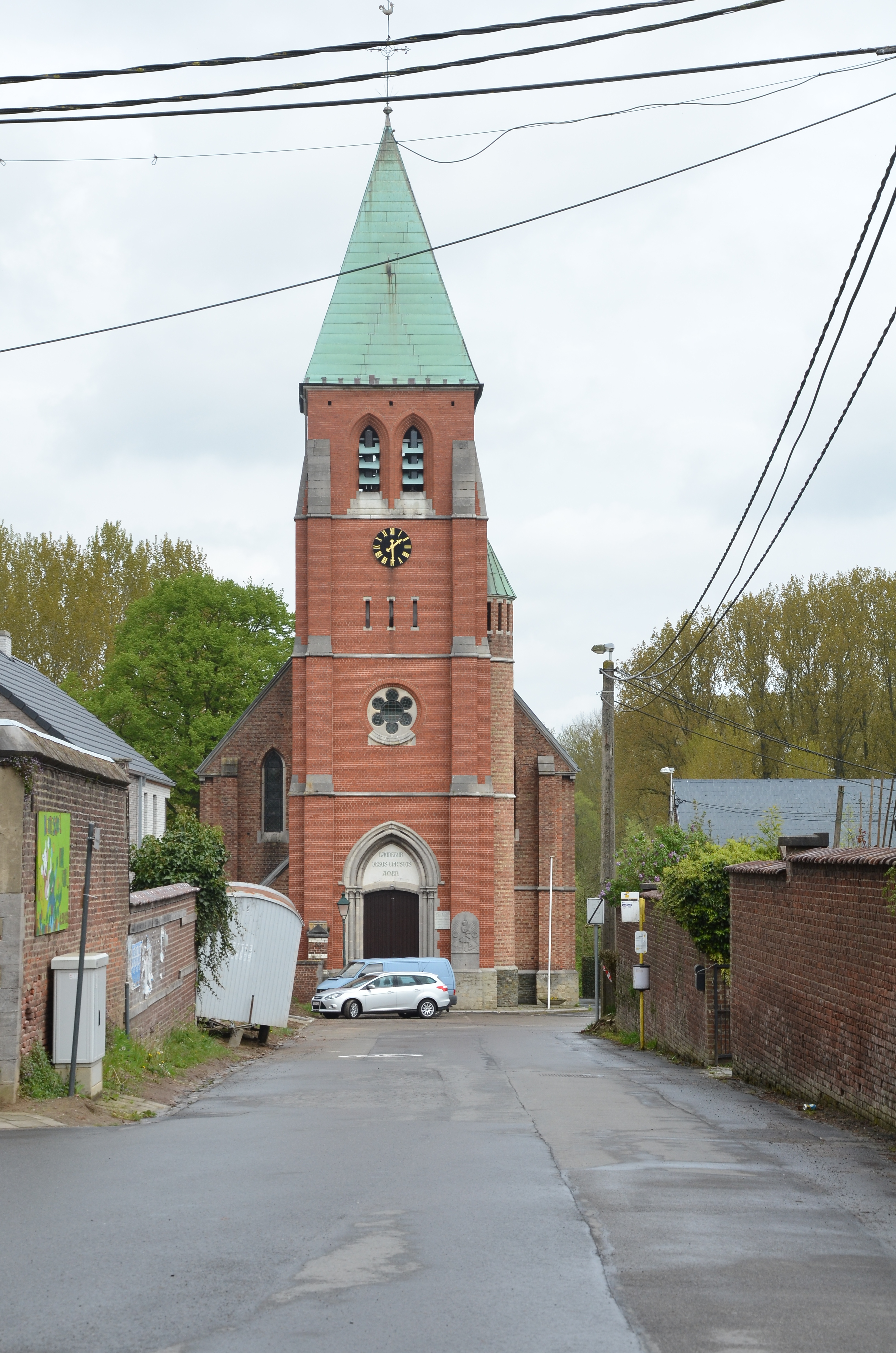
Sint-Pieter-in-Bandenkerk

Oudenaken is een dorp gelegen in het Pajottenland in de Belgische provincie Vlaams-Brabant en een deelgemeente van Sint-Pieters-Leeuw. Oudenaken was een zelfstandige gemeente tot aan de gemeentelijke herindeling van 1977.

## Geschiedenis
Historisch is Oudenaken weinig betekenisvol geweest. Meestal was het een persoonlijke leen voor iemand van de heer van Gaasbeek. In de boeken staat Oudenaken beschreven als: uit een slot en een weide bestaande, dicht bij een brug aan de Zuunbeek.
Hoewel ze tot de grote fusie van 1977 een zelfstandige gemeente bleef, vonden de laatste gemeenteraadsverkiezingen plaats in 1952.

## Geografie

### Kernen
Naast Oudenaken zelf bestaat het dorp uit de gehuchten Baasberg, Hazenveld, Pelikaanberg en Schamelbeek.

### Ligging
Het dorp is gelegen op de grens met Pepingen, Halle en Lennik.

## Bezienswaardigheden
- De Sint-Pietersbandenkerk, een parochiekerk die gekenmerkt wordt door een groene torenspits.

## Natuur en landschap
Oudenaken ligt in het Pajottenland op een hoogte van 30-57,5 meter. Oudenaken wordt in het zuiden begrensd door de Zuunbeek.

## Demografische ontwikkeling
- Bronnen:NIS, Opm:1831 tot en met 1970=volkstellingen; 1976 = inwoneraantal op 31 december

## Politiek

### Voormalige burgemeesters
- Jean Baptiste Orins (°1800)
- Adolphus Orinx (ca. 1880)[1]
- Eduard Dehaeseleer, "35 jaar burgemeester van Audenaken"[2]
- August Lemaire (tot 1940)
- Jean Sluys (1940 - 1946)
- Leon De Meuter (1946 - 1967)
- Emiel Sluys (1967 - 1976)

Politici van Oudenaken in de gemeenteraad van Sint-Pieters-Leeuw
- Emiel Sluys (1976 - 1982)
- Lieve Van Linthout - Van Ruysevelt (1988 - 1994)
- Koen Vereeken (2005 - heden)
- Luc Van Ruysevelt (2007 - heden)

## Nabijgelegen kernen
Elingen, Breedhout, Sint-Pieters-Leeuw, Sint-Laureins-Berchem